# Lindenhof

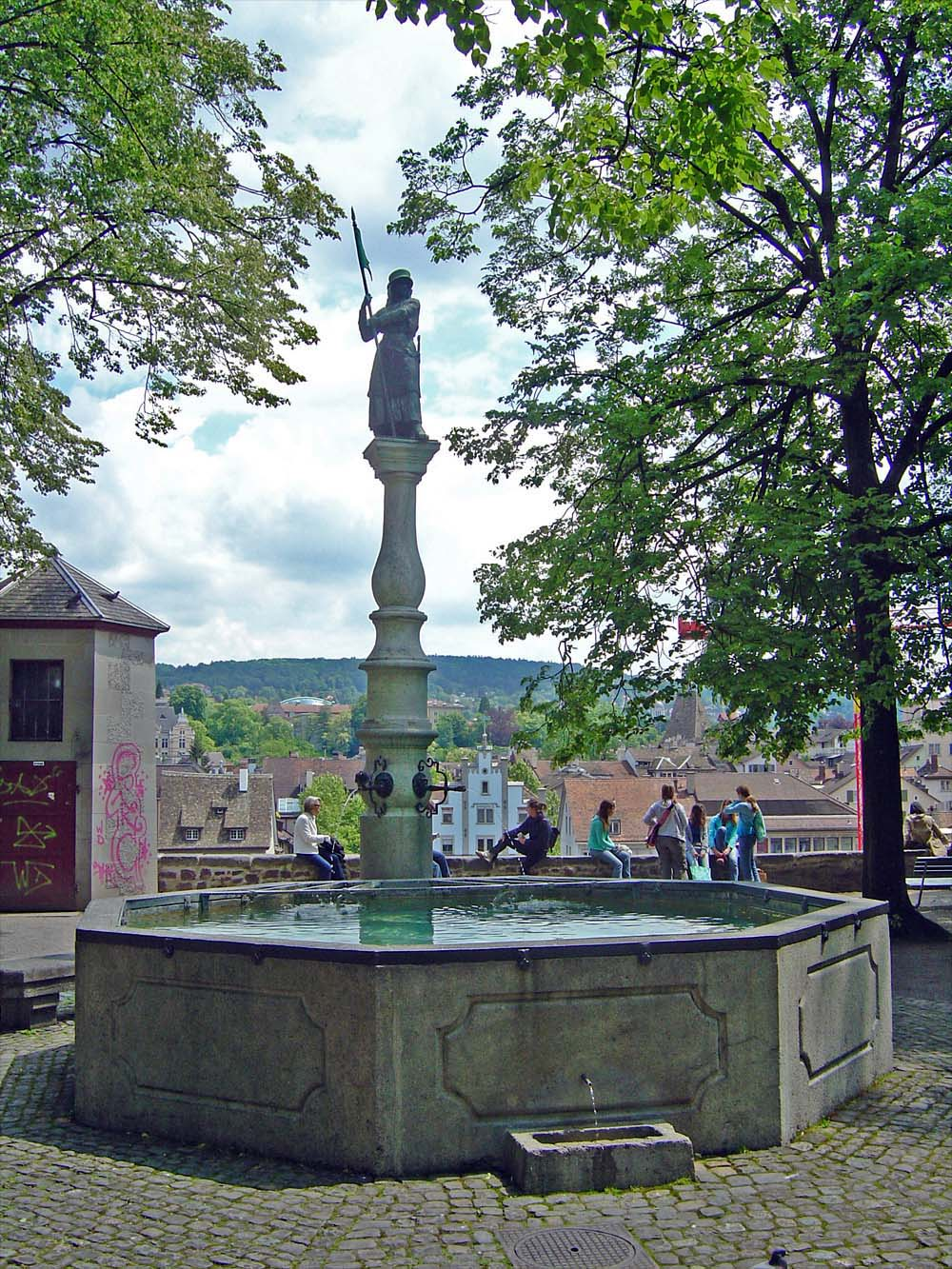
Fontanna na placu.

Lindenhof – nazwa starówki w Zurychu.
Strome schody prowadzą na plac Lindenhof, skąd rozpościera się widok na rzekę i płynące po niej statki wycieczkowe; na dalszym planie widać wiecznie ruchliwy Limmatquai. Fontanna na placu upamiętnia pomysłowość kobiet zuryskich, które ocaliły miasto oblegane przez oddziały habsburskie w 1292 r. Przemyślne mieszkanki grodu paradowały na oczach wroga w pełnym rynsztunku bojowym, wywołując wrażenie, że cała ludność miasta jest uzbrojona po zęby. Tą sprytną sztuczką wyprowadziły w pole napastników, którzy odstąpili od murów, przekonani, że wobec takiej siły atak będzie nieskuteczny.